# Высший Булатец
Высший Булатец (укр. Вищий Булатець) — село,
Высшебулатецкий сельский совет,
Лубенский район,
Полтавская область,
Украина.
Код КОАТУУ — 5322881401. Население по переписи 2001 года составляло 1144 человека.
Является административным центром Высшебулатецкого сельского совета, в который, кроме того, входят сёла
Кононовка,
Малый Вязовок,
Нижний Булатец и
Чудновцы.

## Географическое положение
Село Высший Булатец находится на берегу речушки Булатка,
ниже по течению на расстоянии в 1,5 км расположено село Нижний Булатец.
Рядом проходят автомобильные дороги М-03, Т-1713 и
железная дорога, станция Стронское в 2 км. Расстояние до райцентра (по трассе Киев-Харьков) — 5,5 км.

## Экономика
- ООО «Лубны-птица».
- ООО «1 Травня».
- ООО «Диодор» — производство всевозможных кондитерских изделий.

## Объекты социальной сферы
- Школа.
- Детский сад.
- Дом культуры.
- Фельдшерско-акушерский пункт.
- Спортивная площадка.
- Стадион.

## Происхождение названия
Название произошло от рядом протекающей речушки Булатка.
Поскольку село находится на возвышенности — его назвали Высшим Булатцем,
соответственно появился в низине и Нижний Булатец.

## Транспорт
Регулярная маршрутка в г. Лубны через каждый час с 7:00 до 12:00 и с 15:00 до 19:00.

## Достопримечательности
- Братская могила советских воинов.

## Известные люди
- Халявицкий Максим Михайлович — Герой Советского Союза.
- Кока Виталий Сергеевич — известный политический деятель